# Архифонема
Архифоне́ма (др.-греч. άρχι — приставка со значением «старший» + φώνη «звук»).
1) Общее в звучании парнопротивопоставленных (коррелятивных) фонем в отвлечении от тех их свойств, на которых основана корреляция, например лат. «а» в отвлечении от долготы и краткости коррелятивных «ā» и «ă»; рус. «п» для корреляции «п»/«б» или «п»/«п’».
2) Совокупность дифференциальных признаков, общих двум членам нейтрализующегося фонологического противопоставления, например рус. «д» и «т» в словах «дед» и «лет».